# Parobisium tiani
Espèce
Parobisium tiani est une espèce de pseudoscorpions de la famille des Neobisiidae.

## Distribution
Cette espèce est endémique du Guizhou en Chine. Elle se rencontre dans le xian de Pan à Chengguan dans la grotte Biyun.

## Description

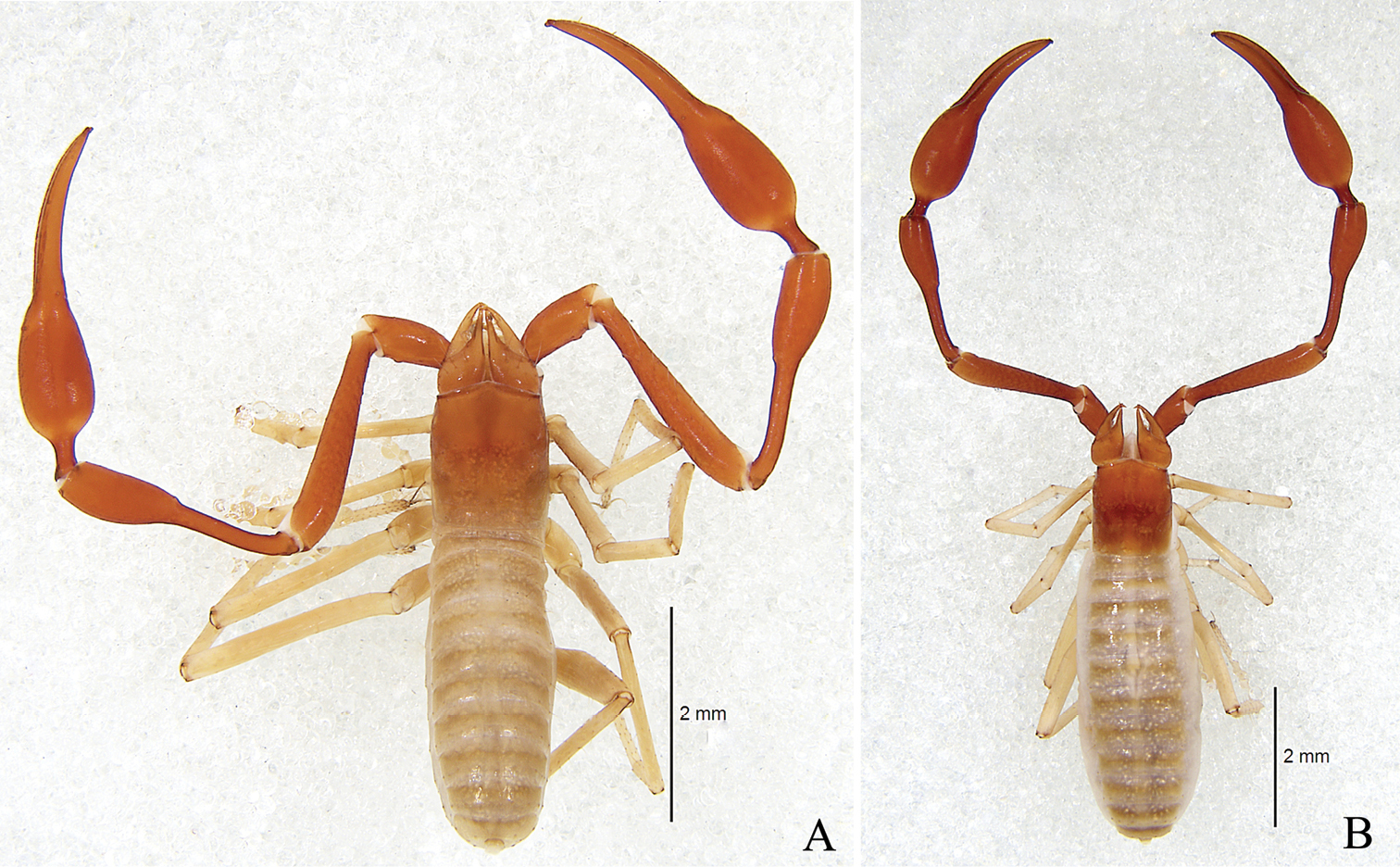
Parobisium tiani mâle à gauche et femelle à droite

Les mâles mesurent de 3,87 à 5,09 mm et les femelles de 4,63 à 5,48 mm.

## Étymologie
Cette espèce est nommée en l'honneur de Ming-yi Tian.

## Publication originale
- Feng, Wynne & Zhang, 2020 : Cave-dwelling pseudoscorpions of China with descriptions of four new hypogean species of Parobisium (Pseudoscorpiones, Neobisiidae) from Guizhou Province. Subterranean Biology, no 34, p. 61-98 (texte intégral).